# سزناک
سزناک (به ارمنی: Սզնակ) یک منطقهٔ مسکونی در ارمنستان است که در Syunik واقع شده‌است.  در  کیلومتری جنوب کاپان، مرکز استان سیونیک واقع شده است.

## خصوصیات
سزناک  ۱۹۴ نفر جمعیت دارد و در ارتفاع  متر بالاتر از سطح دریا قرار گرفته است.